# Anton Frederiksen
Anton Frederiksen (23. januar 1884 i Aarhus – 5. juni 1967) var en dansk arkitekt, broder til arkitekt Johannes Frederiksen. Han var primært aktiv i den nyklassicistiske periode.
Frederiksen var i murerlære 1898-1902, gik samtidig på Aarhus Tekniske Skole 1898-1902 og dernæst på Kunstakademiet 1904-1909, hvor han vandt den lille guldmedalje 1918 (for En større moderne Kunsthandel). Han var ansat hos Hack Kampmann 1905-08 og 1916-18, H.B. Storck 1907-09 og Martin Nyrop 1909-10. Han modtog Akademiets rejsestipendium 1910, 1912, 1918 og 1922 og Zacharias Jacobsens Legat 1922-23, hvilket finansierede rejser til Sverige og Tyskland 1909, Italien og Sydtyskland 1912, Frankrig 1922 og London 1934. Hans væsentligste rejse gik dog til Grækenland, Egypten og Tyrkiet 1910-11, hvor han var udsendt af Kunstakademiet som assistent for at lave opmålinger af École française d'Athènes' udgravninger på Delos.
Tilbage i Danmark blev han konduktør for flere større byggerier, bl.a. for Hack Kampmann ved opførelsen af Politigården i København. Sammen med Kaj Gottlob vandt Frederiksen konkurrencen om Skt. Lukas Kirke i Aarhus, hvis endelige udformning han dog ikke fik indflydelse på. Til gengæld fik han andre kirkeopgaver.

## Værker
- Katrinebjerg Ungdomshjem ved Aarhus (1913-14, sammen med Johannes Frederiksen)
- Skt. Lukas Kirke i Aarhus (1926, sammen med Kaj Gottlob, 1. præmie 1918)
- Konkurrenceprojekt til Banegårdspladsen i Aarhus (1920, sammen med Kaj Gottlob)
- Ombygning af Jebjerg Kirke i Salling (1923- 24, sammen med Johannes Frederiksen)
- Ombygning af Crome & Goldschmidt, København (1923-24)
- Lindevang Kirke, Frederiksberg (1925-26 og 1930, sammen med Thomas Havning)
- Ombygning af vinfirmaet Kjær & Sommerfeldts ejendom og interiør, Gammel Mønt 4, København (1929)
- Holbechs ejendom, Østergade/Købmagergade, København (1934, sammen med Kristen Gording, siden ombygget)
- Villaer og ombygning af forretnings- og industrivirksomheder i København fra 1925 og frem